# ألكسندر رادشنكو
ألكسندر رادشنكو مواليد 7 مايو 1973 في كراسنودار، هو لاعب كرة يد تشيكي. يلعب حاليا مع نادي تاتران بريشوف لكرة اليد في الدوري السلوفاكي لكرة اليد ويحمل الرقم 15.